# 双子座3号
双子座3号（Gemini III）是双子座计划中的第一次载人飞行任务，也是美国的第一次双人太空任务。

## 任务成员
- 维吉尔·格里森（Virgil I. Grissom，曾执行水星-红石4号、双子座3号以及阿波罗1号任务），指令飞行员
- 约翰·杨（John Young，曾执行双子座3号、10号、阿波罗10号、16号、以及任务），飞行员

### 替补成员
替补成员同样接受任务训练，在主力成员因各种原因无法执行任务时接替。
- 瓦尔特·施艾拉（Wally Schirra，曾执行水星8号、双子座6A号以及阿波罗7号任务），指令飞行员
- 托马斯·斯塔福德（Thomas Stafford，曾执行双子座6A号、9A号、阿波罗10号以及阿波罗-联盟测试计划任务），飞行员

### 原定成員
- 艾倫·雪帕德（ ，曾執行水星-紅石3號以及阿波羅14號），指令機師
- 托馬斯·斯塔福德（Thomas Stafford，曾執行雙子星6A號、9A號、阿波羅10號以及阿波羅-聯盟測試計劃任務），機師

1963年底雪帕德因內耳疾病停飛後，雙子星3號的成員發生了變動。